# Pomnik Piotra Bagrationa (Moskwa)
Pomnik Piotra Bagrationa (ros. Па́мятник Петру́ Ива́новичу Багратио́ну) – pomnik konny znajdujący się w centrum Moskwy, w Rosji.
Pomnik został zaprojektowany i wykonany przez gruzińskiego rzeźbiarza Meraba Merabishwiliego dla upamiętnienia rosyjskiego generała Piotra Bagrationa, bohatera I wojny ojczyźnianej w 1812 roku. Pomnik składa się z cokołu w kształcie trapezu wykonanego z granitu i rzeźby Piotra Bagrationa „wydającego rozkaz do ataku” odlanej z brązu. Odsłonięcie pomnika miało miejsce w dniu 5 września 1999 roku.